# Faquir Ali Ansari
Faquir Ali Ansari (14 de junio de 1938-18 de mayo de 2003) fue un político y comerciante indio que se desempeñó como miembro del parlamento en 6th Lok Sabha. Representó a la circunscripción parlamentaria de Mirzapur en 1977. Estaba afiliado al Partido Janata.

## Biografía
Nació como Abdul Quayyum Ansari el 14 de junio de 1938 en la ciudad de Bhadohi del distrito indio de Varanasi. Estudió en el National Inter College, Bhadohi.
Antes de unirse al Partido Janata, estuvo asociado con los partidos Bharatiya Lok Dal y Bharatiya Kranti Dal. Se desempeñó como secretario general de Bhartiya Kranti Dal para su comité de distrito en la unidad de Varanasi y vicepresidente del comité de distrito de Bharatiya Lok Dal. También fue miembro de la Academia de Bienestar Bhadohi.